# Sportler des Jahres 1987 (Deutschland)
Die Sportler des Jahres 1987 in Deutschland wurden von den Fachjournalisten gewählt und am Jahresende im Kurhaus von Baden-Baden ausgezeichnet. Veranstaltet wurde die Wahl zum 41. Mal von der Internationalen Sport-Korrespondenz (ISK).

## Männer
| Platz | Sportler           | Sportart       | Punkte | Erfolge 1987 |
| ----- | ------------------ | -------------- | ------ | --- |
| 1.    | Harald Schmid      | Leichtathletik | 2188   | Weltmeisterschaftsdritter mit Einstellung Europarekord                                                                                       |
| 2.    | Toni Mang          | Motorradsport  | 1871   | Weltmeister 250-cm³-Klasse |
| 3.    | Michael Groß       | Schwimmen      | 1113   | Europameister 200 Meter Schmetterling u. 4-mal-200-Meter-Freistilstaffel, Zweiter 100 Meter Schmetterling u. 4-mal-100-Meter-Freistilstaffel |
| 4.    | Volker Fischer     | Fechten        | 0854   | Weltmeister Degen Einzel u. Zweiter mit Mannschaft                                                                                           |
| 5.    | Frank Wörndl       | Ski Alpin      | 0703   | Weltmeister Slalom |
| 6.    | Siegfried Wentz    | Leichtathletik | 0599   | Weltmeisterschaftszweiter Zehnkampf |
| 7.    | Bernhard Langer    | Golf           | 0568   | |
| 8.    | Klaus-Peter Thaler | Radcross       | 0467   | Weltmeister Profis |
| 9.    | Boris Becker       | Tennis         | 0461   | Halbfinale French Open |
| 10.   | Mathias Gey        | Fechten        | 0387   | Weltmeister Florett Einzel u. mit Mannschaft                                                                                                 |

## Frauen
| Platz | Sportler                      | Sportart           | Punkte | Erfolge 1987                                                                     |
| ----- | ----------------------------- | ------------------ | ------ | -------------------------------------------------------------------------------- |
| 1.    | Steffi Graf                   | Tennis             | 2279   | Siegerin French Open, Finale Wimbledon, Siegerin WTA Championships               |
| 2.    | Svenja Schlicht               | Schwimmen          | 0755   | Europameisterschaftszweite 100 Meter Rücken, 3 × Dritte mit Staffeln             |
| 3.    | Zita Funkenhauser             | Fechten            | 0242   | Weltmeisterschaftszweite Florett                                                 |
| 4.    | Claudia Kohde-Kilsch          | Tennis             | 0239   | Siegerin Wimbledon Doppel (mit Helena Suková), Halbfinale Australian Open Einzel |
| 5.    | Regine Mösenlechner           | Ski Alpin          | 0219   | Weltmeisterschaftsdritte Abfahrt                                                 |
| 6.    | Monika Holzner-Gawenus        | Eisschnelllauf     | 0218   | Weltmeisterschaftssechste Sprint                                                 |
| 7.    | Beate Peters                  | Leichtathletik     | 0211   | Weltmeisterschaftsdritte Speerwurf                                               |
| 8.    | Ann Kathrin Linsenhoff        | Dressurreiten      | 0170   | Europameisterschaftszweite, Erste mit Mannschaft                                 |
| 9.    | Susanne Meyer/Katrin Adlkofer | Segeln             | 0114   | Weltmeisterinnen 470er                                                           |
| 10.   | Sabine Krapf                  | Moderner Fünfkampf | 0110   | Weltmeisterschaftsdritte, Zweite mit Mannschaft                                  |

## Mannschaften
| Platz | Sportler                               | Sportart              | Punkte | Erfolge 1987                                                           |
| ----- | -------------------------------------- | --------------------- | ------ | ---------------------------------------------------------------------- |
| 1.    | Federation-Cup-Mannschaft              | Tennis                | 1139   | Sieger Federation Cup                                                  |
| 2.    | 4-mal-200-Meter-Freistilstaffel Männer | Europameister         | 0720   | Europameister                                                          |
| 3.    | Mannschaft Nordische Kombinierer       | Nordische Kombination | 0708   | Weltmeister                                                            |
| 4.    | Florettfechter-Mannschaft Männer       | Fechten               | 0570   | Weltmeister                                                            |
| 5.    | Davis-Cup-Mannschaft                   | Tennis                | 0454   |                                                                        |
| 6.    | FC Bayern München                      | Fußball               | 0232   | Finale Europapokal der Landesmeister, Deutscher Meister                |
| 7.    | Dressurreiter-Equipe                   | Dressurreiten         | 0228   | Europameister                                                          |
| 8.    | TTC Grenzau                            | Tischtennis           | 0169   | Sieger Europapokal, Deutscher Meister u. Pokalsieger                   |
| 9.    | Wasserfreunde Spandau 04               | Wasserball            | 0164   | Sieger Europapokal der Landesmeister, Deutscher Meister u. Pokalsieger |
| 10.   | Hockeynationalmannschaft Männer        | Hockey                | 076    | Europameisterschaftsdritter, Sieger Champions Trophy                   |